# Mèo không lông Mexico
Mèo không lông Mexico, còn được gọi với nhiều cái tên khác là mèo Aztec hay Mèo Không lông mới của Mexico là một giống mèo nổi tiếng và được ghi nhận lần đầu tiên vào năm 1902 bởi ông E.J.Shinick, người sở hữu một cặp mèo không lông. Những con mèo lạ vào thời điểm này vì chúng thiếu lông, mặc dù thực tế chúng mọc lông tơ dọc theo lưng và đuôi vào mùa đông. Những con mèo này cũng có râu dài và lông mày. Bởi vì chúng không có lớp lông, chúng mất nhiệt độ cơ thể nhiều hơn so với mèo có lông bao phủ. Điều này làm cho chúng trở nên ấm khi chạm vào cũng như khá hút nhiệt. Giống mèo này cũng được ghi nhận trong báo cáo của các phương tiện truyền thông vào đầu thế kỷ 20.

## Lịch sử của giống mèo
Năm 1902, một cặp vợ chồng đến từ New Mexico nhận được hai con mèo không có lông từ người da đỏ Pueblo địa phương. Đây là những cá thể mèo sống sót cuối cùng của một giống mèo Aztec cổ đại. Những chú mèo này là những chú mèo hoang và đặc biệt vì có kích thước nhỏ hơn 25% so với mèo lông ngắn địa phương. Chúng thường được trụi râu lại có lớp lông bao phủ theo mùa, phát triển một ít lông tơ dọc sóng lưng và đuôi trong những mùa lạnh. Đây không phải là những con mèo không có lông đầu tiên được trưng bày ở Hoa Kỳ, nhưng lại là nổi tiếng nhất. Một báo cáo chi tiết trước đó về một cặp mèo không lông trongThe Boston Post, ngày 22 tháng 1 năm 1878. Hai con mèo không có lông, "Scud", một con đực và "Mystery", một con mèo cái, thuộc sở hữu của William P. Marshall, đã được trưng bày. Những con mèo này là anh trai và em gái. Mặc dù mới lạ, chúng có một nền tảng bình thường, được sinh ra bởi một con mèo lông ngắn bình thường, và không trở thành một vụ việc giật gân.